# La Poste du Bénin
Pour les articles homonymes, voir La Poste.
La Poste du Bénin est l'opérateur chargé de la collecte, de l'acheminement et de la distribution du courrier au Bénin. Placée sous la tutelle du ministère de l'Économie et des Finances, dirigé par le Ministre d'État Romuald Wadagni, son siège social est situé à Cotonou. 
La Poste du Bénin administre le service de livraison express EMS BENIN, élu par l'Union Postale Universelle comme la meilleure entreprise de distribution en Afrique francophone. Elle est dirigée depuis le 8 mai 2024 par Krishna Lokossou et Armand Ologoudou en est le président du conseil d'administration.

## Historique

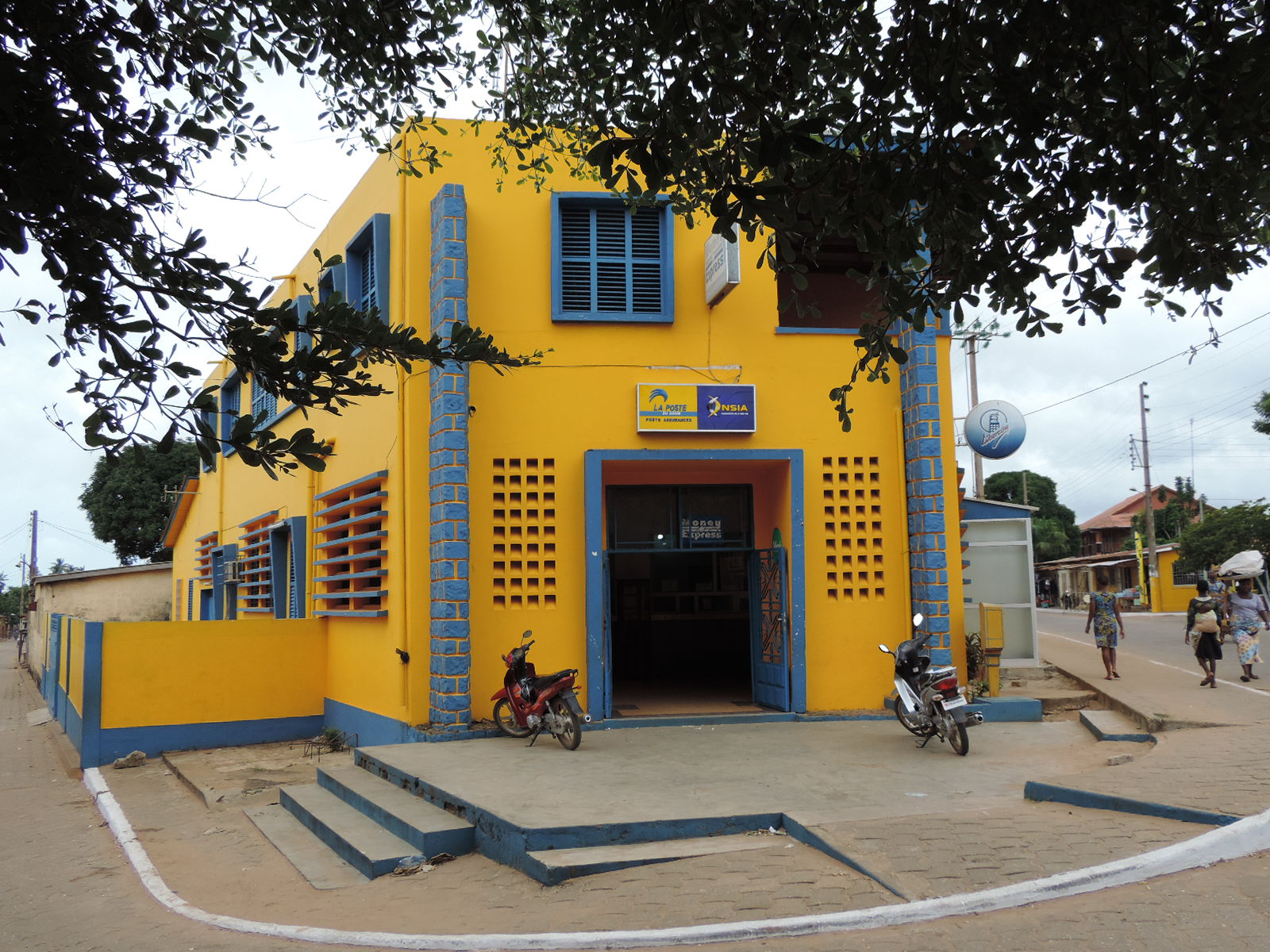
Bureau de poste à Ouidah (2015)

Installés à Porto-Novo, les services des Postes, télégraphes et téléphones (P.T.T.) ont été créés le 1er juillet 1890 au Bénin. L’Office des postes et télécommunications (OPT) est ensuite créé le 19 décembre 1959. Issue de la scission de l'OPT, la Poste du Bénin S.A. a été créée par le décret no  2004-365 du 28 juin 2004.

### Quelques images

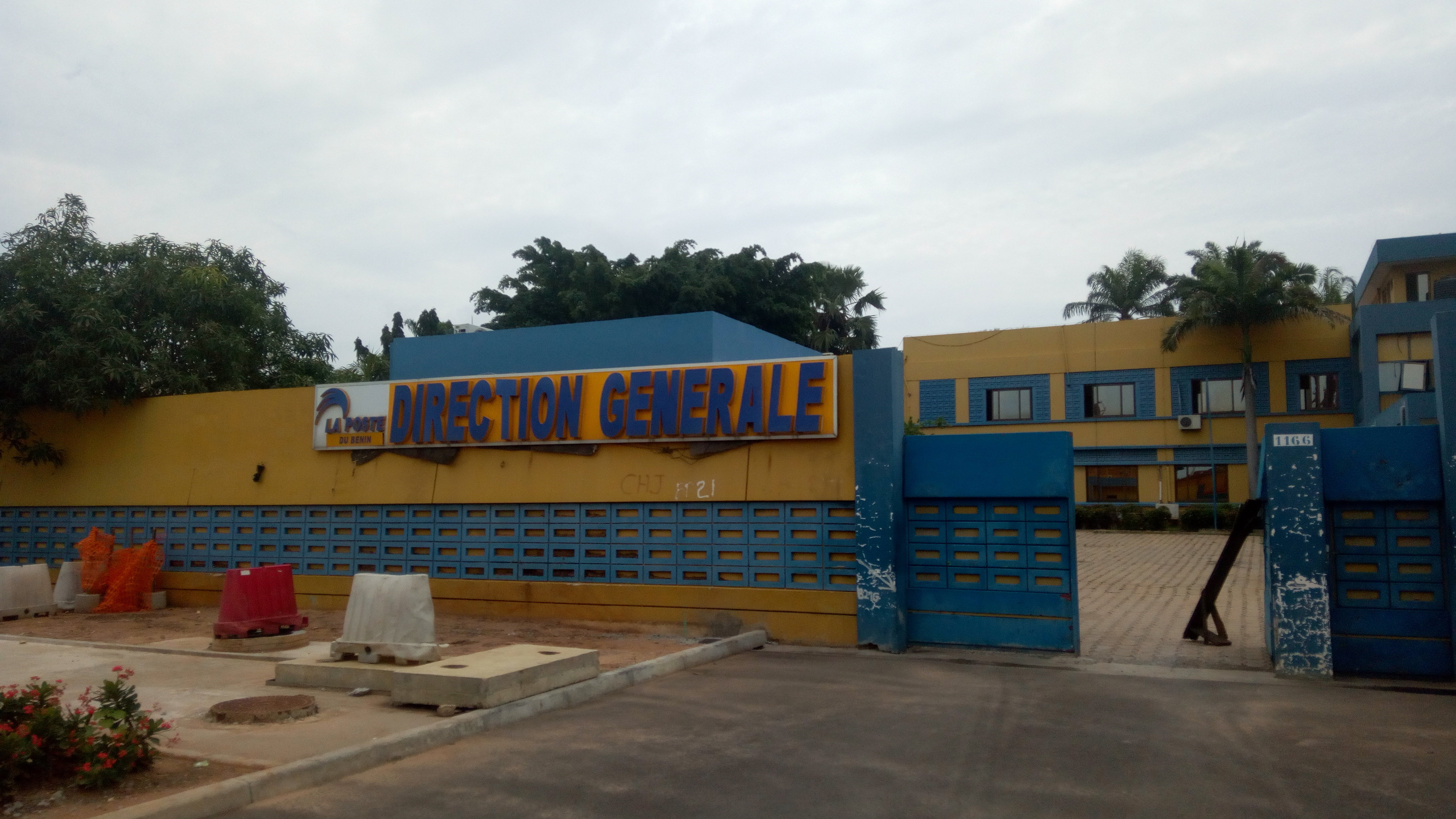
Direction générale de la poste du bénin

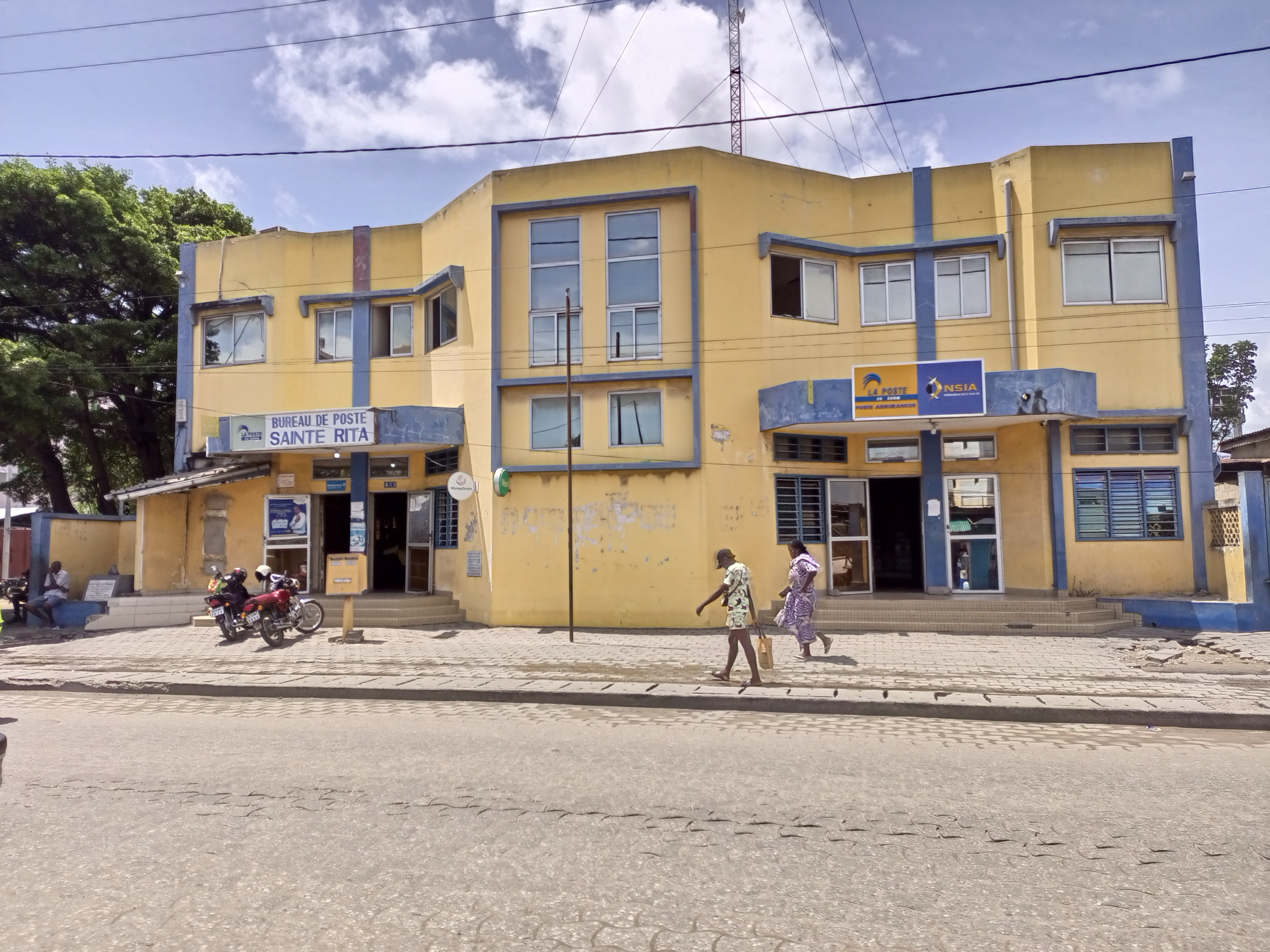
Siège du Bureau de Poste Sainte-Rita

## Source
- (en) Cet article est partiellement ou en totalité issu de l’article de Wikipédia en anglais intitulé « La Poste du Bénin » (voir la liste des auteurs).